# Oostenrijkse parlementsverkiezingen 1956
De vierde verkiezingen van de Nationalrat, het parlement van Oostenrijk, vonden op 13 mei 1956 plaats.

## Achtergrond

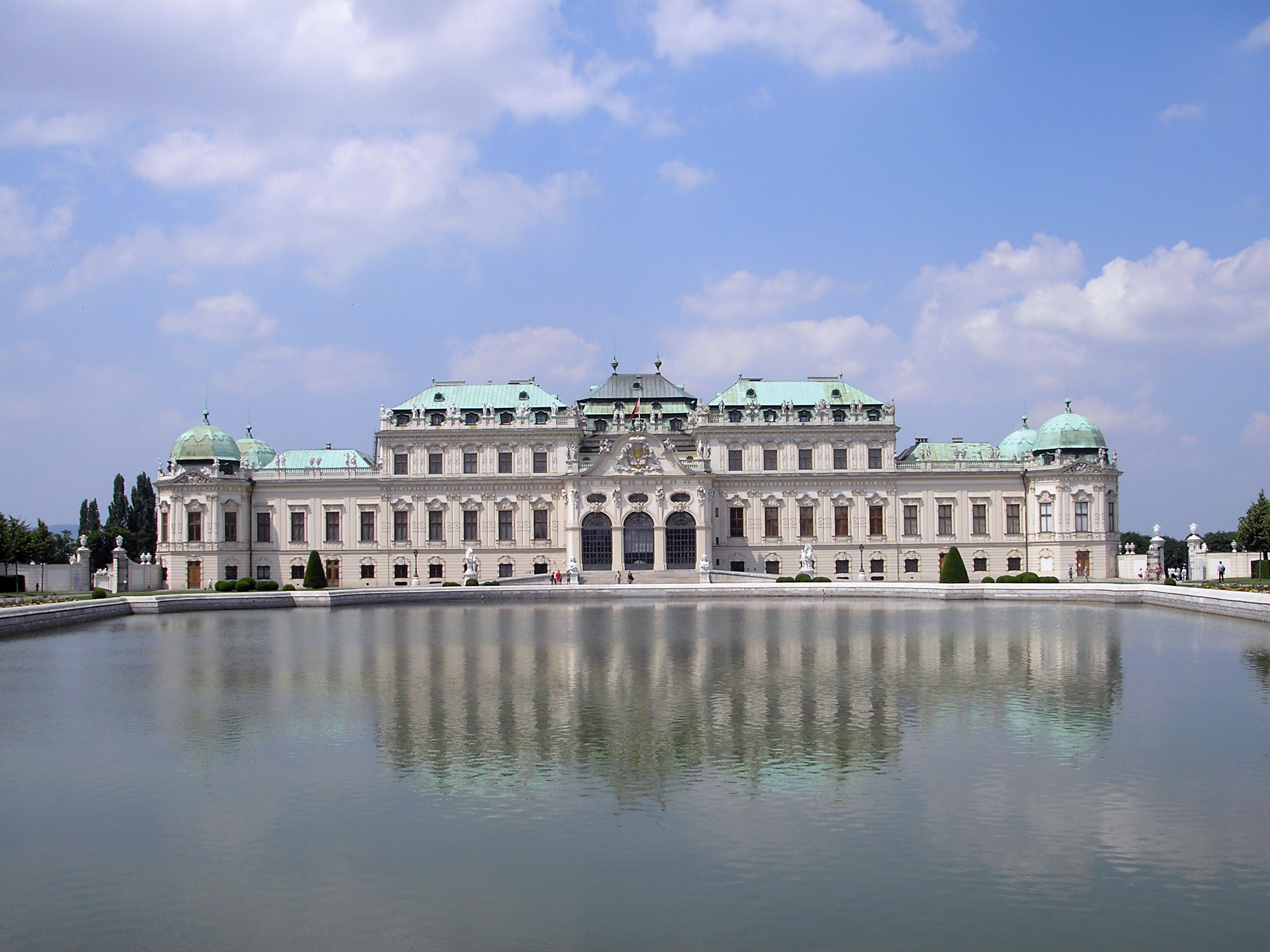
Het Slot Belvedere in Wenen waar in 1955 het Staatsverdrag werd getekend en Oostenrijk zijn volledige onafhankelijkheid verkreeg

Het waren de eerste parlementsverkiezingen die plaatsvonden na de ondertekening van het Oostenrijks Staatsverdrag dat op 15 mei 1955 werd getekend door de Oostenrijkse regering onder leiding van bondskanselier Julius Raab aan de ene zijde en de vertegenwoordigers van de vier geallieerde bezettingsmachten (Sovjet-Unie, Verenigde Staten van Amerika, Verenigd Koninkrijk en Frankrijk) waarna Oostenrijk zijn volledige onafhankelijkheid herwon. Oostenrijk zou voortaan een volstrekt neutrale houding aannemen in het wereldgebeuren (26 oktober 1955).
Na het vertrek van de geallieerden uit Oostenrijk kwam er ook een einde aan het denazificatieproces en tekende bondspresident Theodor Körner talrijke amnestieverzoeken.
In de loop van 1955 traden er grote meningsverschillen aan het licht binnen de coalitieregering van Österreichische Volkspartei (ÖVP) en Sozialistische Partei Österreichs (SPÖ). Na het tekenen van het Staatsverdrag gaven de Russen de door hen genationaliseerde bedrijven terug aan de Oostenrijkse regering. De christendemocraten van ÖVP waren van mening dat deze bedrijven zoveel mogelijk in particulieren handen terecht moesten komen, maar de sociaaldemocraten van de SPÖ wilden de bedrijven in staatshanden houden. Deze, en nog andere meningsverschillen, leidden ertoe dat er vervroegde verkiezingen werden uitgeschreven.

## Verkiezingen
| Voornaamste partijen die deelnamen aan de verkiezingen | Voornaamste partijen die deelnamen aan de verkiezingen | Voornaamste partijen die deelnamen aan de verkiezingen |
| Partijnaam                                             | Afkorting                                              | Ideologische richting                                  |
| ------------------------------------------------------ | ------------------------------------------------------ | ------------------------------------------------------ |
| Österreichische Volkspartei                            | ÖVP                                                    | christendemocratie, liberaal conservatisme             |
| Sozialistische Partei Österreichs                      | SPÖ                                                    | sociaaldemocratie, democratisch socialisme             |
| Kommunistische Partei Österreichs                      | KPÖ                                                    | marxisme-leninisme, communisme                         |
| Freiheitliche Partei Österreichs                       | FPÖ                                                    | liberaal conservatisme, nationaal liberalisme          |

### Uitslag
Voorafgaande aan de verkiezingen wijzigde de Wahlpartei der Unabhängigen (WdU) haar naam in Freiheitliche Partei Österreichs (FPÖ). Deze naamswijziging verhoedde niet de verkiezingsnederlaag van deze partij: de partij verloor 8 van haar 14 zetels. De ÖVP profiteerde van dit verlies van haar voornaamste "burgerlijke" concurrent en won 8 zetels en kwam in totaal op 82 zetels. De SPÖ ging één zetel vooruit ten opzichte van 1953 en 74 zetels in de nieuwe Nationale Raad. De communisten (KPÖ) verloren één zetel en hielden er nog maar 3 over. De andere (kleine) partijen die aan de verkiezingen deelnamen behaalden geen enkele zetel.
| Partijen                                                                | Partijen                                | Stemmen   | Percentage | Zetels | Verschil |
| ----------------------------------------------------------------------- | --------------------------------------- | --------- | ---------- | ------ | -------- |
|                                                                         | Österreichische Volkspartei (ÖVP)       | 1.999.986 | 45,96%     | 82     | 8        |
|                                                                         | Sozialistische Partei Österreichs (SPÖ) | 1.873.295 | 43,05%     | 74     | 1        |
|                                                                         | Freiheitliche Partei Österreichs (FPÖ)a | 283.749   | 6,52%      | 6      | 8        |
|                                                                         | Kommunisten und Linkssozialisten (KuL)  | 192.438   | 4,42%      | 3      | 1        |
|                                                                         | Overige partijenb                       | 2.440     | 0,06%      | —      | —        |
| (opkomst 95,26%)                                                        | (opkomst 95,26%)                        | 4.395.519 | 100%       | 165    |          |
| a Voorheen de Wahlpartei der Unabhängigen (WdU) b Zes kleinere partijen |                                         |           |            |        |          |

## Coalitievorming
De coalitie van christendemocraten en sociaaldemocraten onder bondskanselier Julius Raab werd voortgezet. De positie van de ÖVP was echter zodanig versterkt dat sociaaldemocratische plannen voor nationalisatie van de basisindustrieën konden worden afgewend. Het kabinet-Raab II trad op 29 juni 1956 aan.

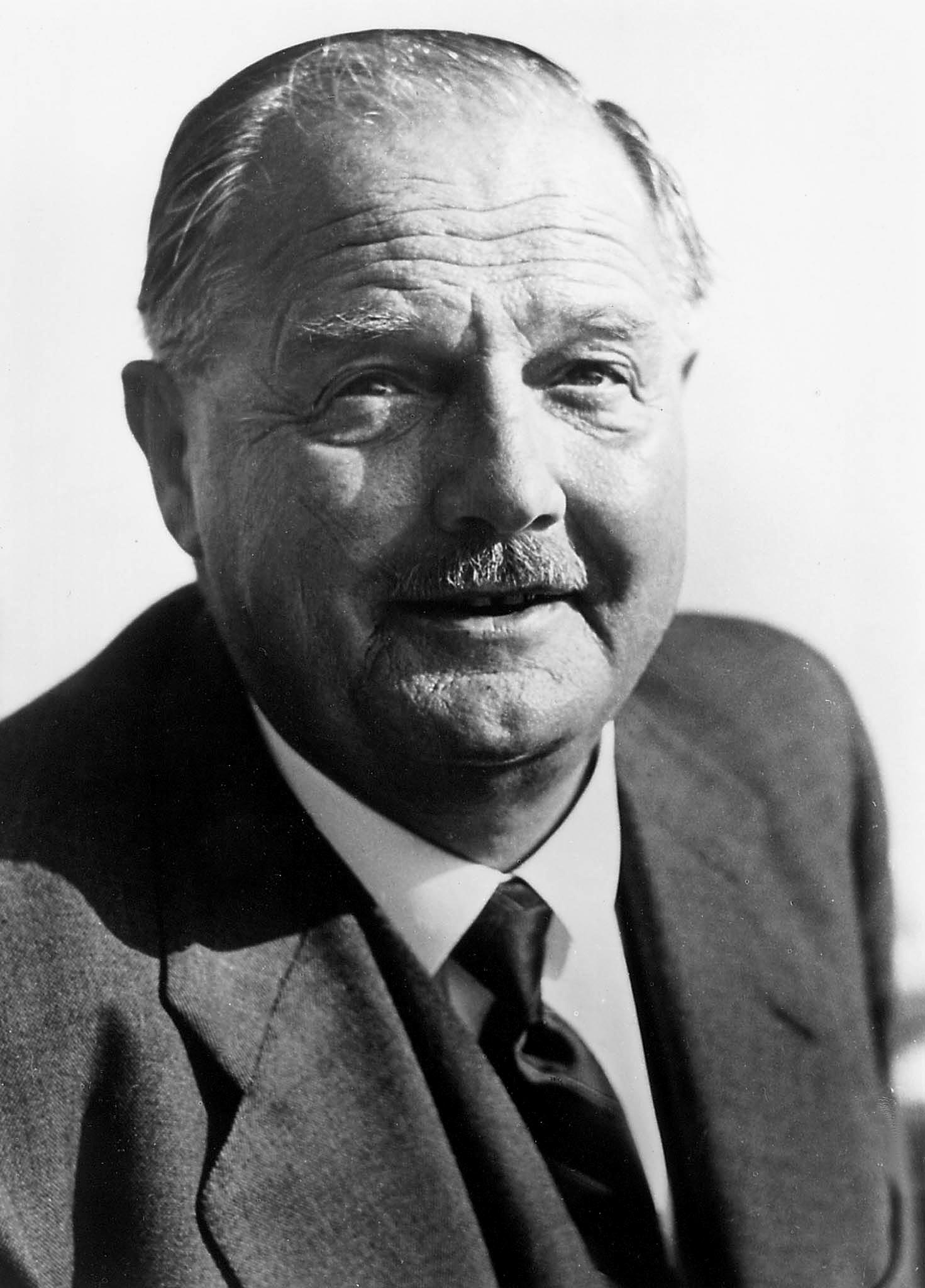
Bondskanselier Julius Raab (ÖVP)
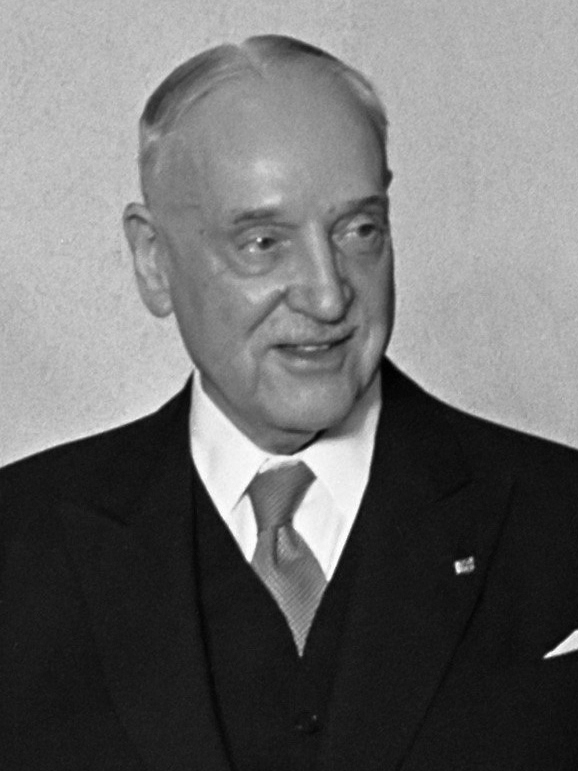
Vice-kanselier Adolf Schärf (SPÖ)